# Manoir de Kérisac
Le manoir de Kérisac est situé à Plouisy en France.

## Localisation
Le manoir est situé sur la commune de Plouisy au lieu-dit de Kérisac dans le département des Côtes-d'Armor, dans la région Bretagne.

## Historique
Le manoir est inscrit au titre des monuments historiques par arrêté du 22 février 1926.

## Galerie

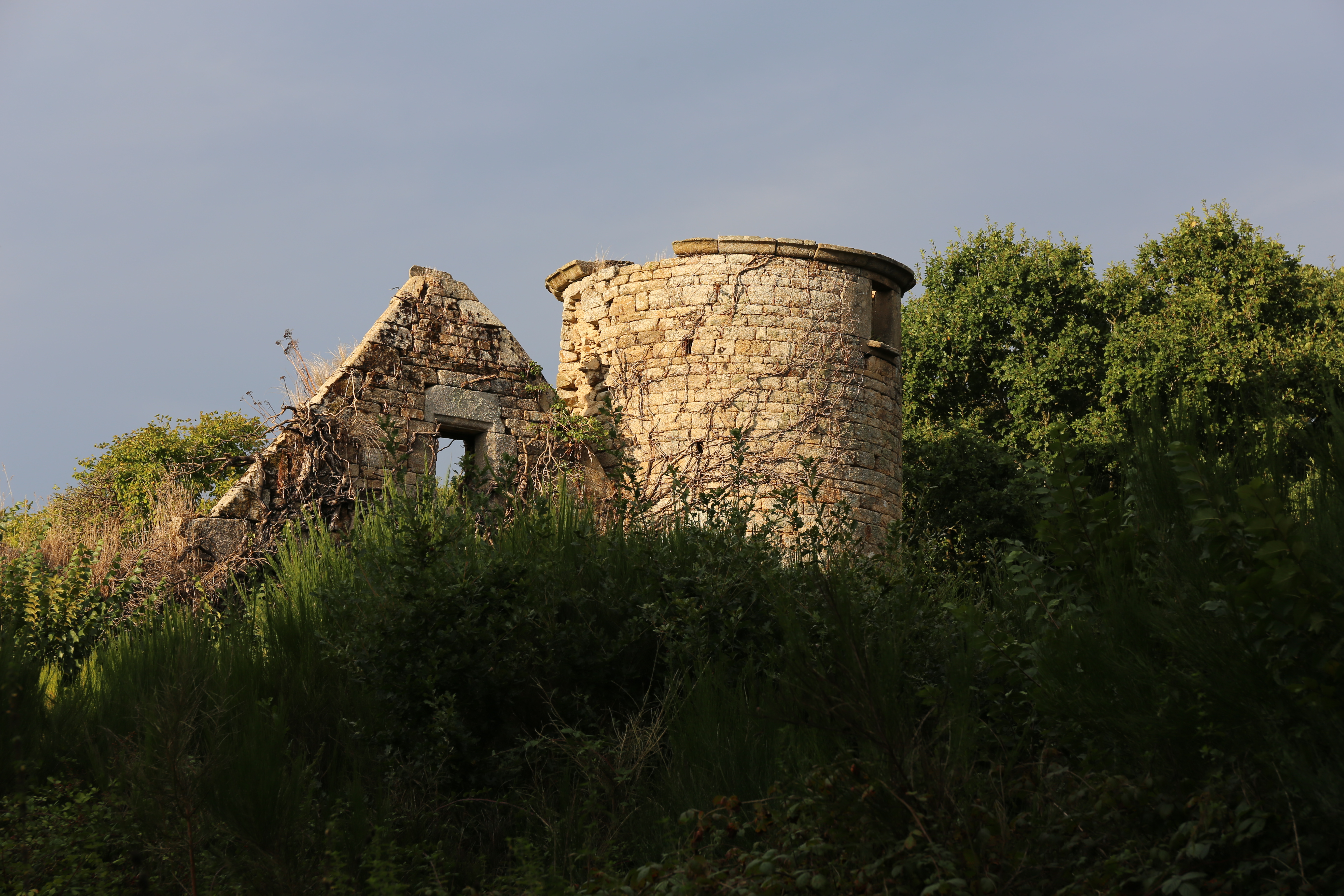
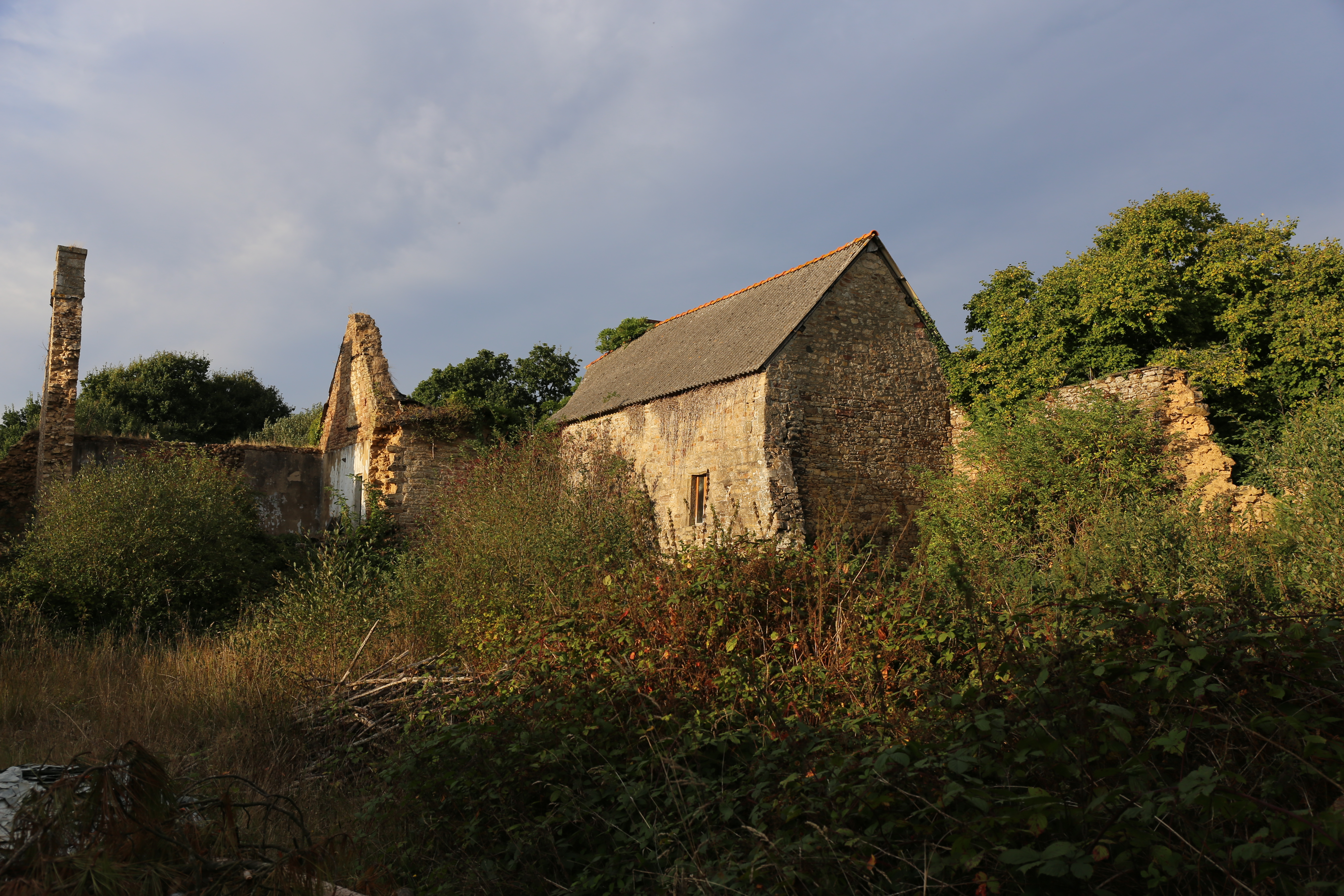